# Baissoplectrum separatum
Baissoplectrum separatum is een fossiele soort schietmot uit de familie Brachycentridae.